# Giovanni Conti di Segni
Pour les articles homonymes, voir Giovanni Conti.
Giovanni Conti di Segni   (mort en 1213), est un cardinal italien  de l'Église catholique du XIIIe siècle, nommé par le pape Innocent III.
Il est un neveu du pape Innocent III et est aussi de la famille des papes Grégoire IX, Alexandre IV et   Innocent XIII. Les autres cardinaux de la famille sont Ottaviano dei conti di Segni (1200), Andrea Conti, O.F.M. (quasi-cardinal),  Lucido Conti (1411) (pseudo-cardinal), Giovanni Conti (1483), Francesco Conti (1517), Carlo Conti (1604); Giannicolò Conti (1664) et Bernardo Maria Conti, O.S.B.Cas. (1721).

## Biographie
Conti est auditeur à la rote romaine. Le pape Innocent III le crée cardinal lors du consistoire de 1200. Il est légat à  Orvieto, vice-chancelier de la Sainte Église romaine en 1205 et cardinal-proto-diacre en 1210.